# Molière (krater)
Molière är en nedslagskrater på planeten Merkurius. Molière är ungefär 134 kilometer i diameter.
1976 namngavs den efter den franske författaren och dramatikern Molière.